# Anne Heche

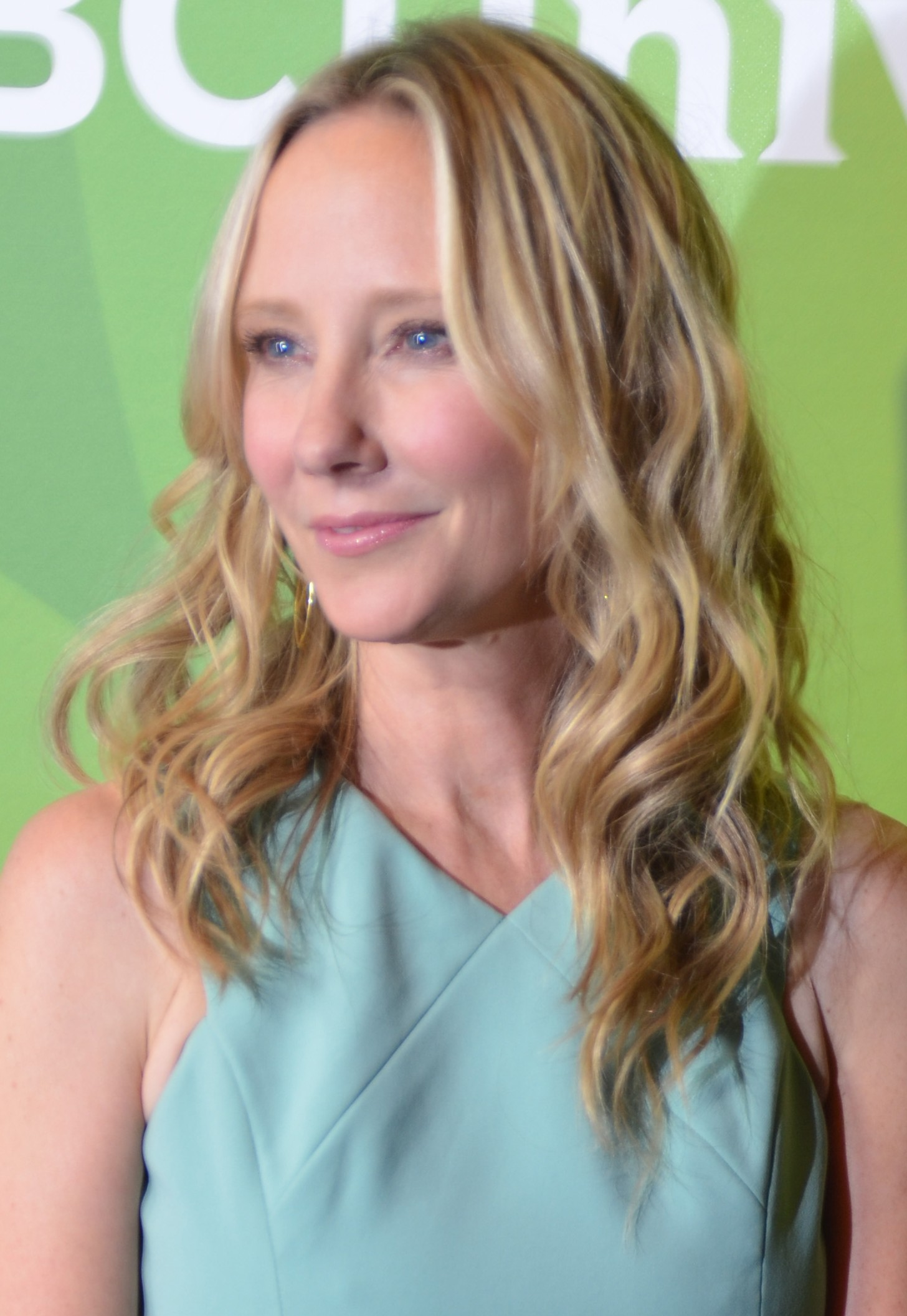
Anne Heche (2014)

Anne Celeste Heche (* 25. Mai 1969 in Aurora, Ohio; † 11. August 2022 in Los Angeles, Kalifornien) war eine US-amerikanische Schauspielerin, Drehbuchautorin und Filmregisseurin.

## Leben
Heche war das jüngste von fünf Kindern von Donald (1937–1983) und Nancy Heche (* 1937). Ihre Eltern waren christliche Fundamentalisten, und eigenen Angaben zufolge hatte sie eine traumatische Kindheit. Heches älteste Schwester Susan (1957–2006) starb an einem Gehirntumor, eine weitere Schwester, Cynthia, bereits 1961 im Säuglingsalter und ihr einziger Bruder Nathan (1965–1983) infolge eines Verkehrsunfalls. Heches Vater, Leiter eines christlichen Chors, starb an AIDS. Er hatte ein vor der Familie geheim gehaltenes Doppelleben als Homosexueller geführt. Im September 2001 erschien Heches Autobiografie Call Me Crazy, in der sie von einem Alter Ego schrieb, das sie zeitweilig beherrscht haben soll. Des Weiteren gab sie an, in ihrer Kindheit von ihrem Vater sexuell missbraucht worden zu sein.
Heche verließ 1997 nach einer zweijährigen Beziehung Steve Martin und war danach drei Jahre mit der Komikerin und Moderatorin Ellen DeGeneres zusammen. 2001 heiratete sie den Kameramann Coley Laffoon, bekam mit ihm einen Sohn (* 2002) und trennte sich im Januar 2007. Von Herbst 2007 bis Anfang 2018 war sie mit ihrem Schauspielkollegen James Tupper liiert, mit dem sie in der Fernsehserie Men in Trees gespielt hatte. Das Paar bekam 2009 einen Sohn.
Am 5. August 2022 fuhr Anne Heche mit ihrem Auto bei überhöhter Geschwindigkeit unter nicht vollständig geklärten Umständen in ein Einfamilienhaus. Dabei geriet das Auto in Brand, und Heche konnte erst nach mehr als einer Stunde aus dem brennenden Fahrzeugwrack geborgen werden. Beim Unfall erlitt sie neben Verbrennungen ein schweres Hirntrauma und eine Fraktur des Brustbeins. Zwischenzeitlich entstandene Gerüchte, wonach Anne Heche beim Unfall unter Drogeneinfluss gestanden habe, wurden durch ein im Dezember 2022 veröffentlichtes gerichtsmedizinisches Gutachten widerlegt. Nach einer Woche im Koma wurde sie am 11. August 2022 für hirntot erklärt. Ihr Grab befindet sich unweit jenes des Schauspielers Mickey Rooney auf dem Hollywood Forever Cemetery in Los Angeles.

## Karriere

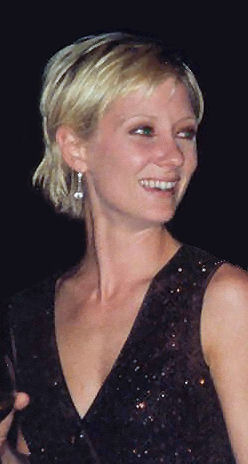
Anne Heche (1997)

Heche ging in New Jersey zur Highschool und war im Schultheater als Darstellerin erfolgreich, so dass sie noch während der Schulzeit erste Rollenangebote in Fernsehserien bekam. Sie entschloss sich, zunächst ihren Abschluss zu machen.
Von 1987 bis 1992 wurde sie mit ihrer Rolle in der Serie Another World bekannt, für die sie einen Emmy erhielt. In der Folgezeit trat sie in Kinofilmen wie Donnie Brasco, Volcano, Ich weiß, was du letzten Sommer getan hast und Wag the Dog (alle 1997) sowie Sechs Tage, sieben Nächte (1998) auf. Im selben Jahr wurde Heche vom People Magazine zu einem der „50 schönsten Menschen der Welt“ gewählt. 1998 spielte sie in Gus Van Sants Neuverfilmung von Alfred Hitchcocks Klassiker Psycho die Rolle der Marion Crane.
Im Fernsehen war Heche mit Auftritten in Serien wie Ally McBeal und Everwood erfolgreich. 2000 inszenierte sie ein Segment des Episodenfilms Women Love Women mit Ellen DeGeneres und Sharon Stone als Darstellerinnen, 2001 ein Segment des Fernsehfilms Random – Nichts ist wie es scheint mit Andie MacDowell und Ellen DeGeneres. Bis 2008 verkörperte Heche in der Fernsehserie Men in Trees die Hauptrolle der Marin Frist. Für ihre Rolle in der Broadway-Komödie Twentieth Century wurde sie 2005 für den Tony Award nominiert. 2014 entwickelte sie die Idee zur NBC-Comedyserie Bad Judge, die nach der ersten Staffel eingestellt wurde.
In der 2017 erschienenen Filmbiografie My Friend Dahmer spielte sie die Mutter des Serienmörders Jeffrey Dahmer. Im selben Jahr wurde sie in die Academy of Motion Picture Arts and Sciences (AMPAS) aufgenommen, die jährlich die Oscars vergibt. Heches Schaffen als Schauspielerin umfasst mehr als 80 Produktionen. Mehrere Filme und Serien befanden sich zum Zeitpunkt ihres Todes noch in der Postproduktion.

## Deutsche Synchronstimmen
Nachdem Heche die ersten Jahre ihrer Karriere die Stimme verschiedener deutscher Synchronsprecherinnen bekommen hatte, darunter Katrin Fröhlich (Sechs Tage, sieben Nächte u. a.), Martina Treger (John Q – Verzweifelte Wut u. a.), Anke Reitzenstein (Psycho u. a.), Ditte Schupp (Donnie Brasco) und Vera Teltz (Toy Boy), wurde sie seit den 2000ern in TV-Serien, seit 2010 auch in Kinofilmen, fast ausschließlich von Ulrike Stürzbecher synchronisiert. Stürzbecher hatte sie bereits im Film Taschengeld erstmals gesprochen.

## Filmografie (Auswahl)

### Als Schauspielerin
- 1987–1992: Another World (Fernsehserie, 40 Folgen)
- 1993: Die Abenteuer von Huck Finn (The Adventures of Huck Finn)
- 1993: Die Abenteuer des jungen Indiana Jones (Fernsehserie, eine Folge)
- 1994: Girls in Prison (Fernsehfilm)
- 1994: I’ll Do Anything oder: Geht’s hier nach Hollywood? (I’ll Do Anything)
- 1994: Taschengeld (Milk Money)
- 1994: Against the Wall (Fernsehfilm)
- 1995: Kingfish (Kingfish: A Story of Huey P. Long, Fernsehfilm)
- 1995: Wild Side
- 1996: Walking and Talking
- 1996: Haus der stummen Schreie (If These Walls Could Talk, Fernsehfilm)
- 1996: Nicht schuldig (The Juror)
- 1997: Donnie Brasco
- 1997: Volcano
- 1997: Ich weiß, was du letzten Sommer getan hast (I Know What You Did Last Summer)
- 1997: Wag the Dog – Wenn der Schwanz mit dem Hund wedelt (Wag the Dog)
- 1998: Sechs Tage, sieben Nächte (Six Days Seven Nights)
- 1998: Für das Leben eines Freundes (Return to Paradise)
- 1998: Psycho
- 1999: Das dritte Wunder (The Third Miracle)
- 2000: Unter falschem Namen (Auggie Rose)
- 2000: Tod eines Offiziers (One Kill, Fernsehfilm)
- 2001: Prozac Nation – Mein Leben mit der Psychopille (Prozac Nation)
- 2001: Ally McBeal (Fernsehserie, sieben Folgen)
- 2002: John Q – Verzweifelte Wut (John Q)
- 2004: Birth
- 2004: The Dead Will Tell (Fernsehfilm)
- 2004–2005: Everwood (Fernsehserie, zehn Folgen)
- 2005: Silver Bells (Fernsehfilm)
- 2005: Nip/Tuck – Schönheit hat ihren Preis (Nip/Tuck, Fernsehserie, drei Folgen)
- 2006–2008: Men in Trees (Fernsehserie, 36 Folgen)
- 2007: What Love Is
- 2008: Toxic Skies
- 2009: Toy Boy (Spread)
- 2009–2011: Hung – Um Längen besser (Hung, Fernsehserie, 30 Folgen)
- 2010: Die etwas anderen Cops (The Other Guys)
- 2011: Willkommen in Cedar Rapids (Cedar Rapids)
- 2011: Rampart – Cop außer Kontrolle (Rampart)
- 2011: Blackout – Die totale Finsternis (Miniserie)
- 2011: Tage der Unschuld (Silent Witness, Fernsehfilm)
- 2012: Ein tolles Leben – Hast du keins, nimm dir eins (Arthur Newman)
- 2013: Save Me (Fernsehserie, 8 Folgen)
- 2013: Das Tor zur Hölle (Nothing Left to Fear)
- 2013–2014: The Michael J. Fox Show (Fernsehserie, 5 Folgen)
- 2014: Die Legende von Korra (The Legend of Korra, Fernsehserie, 14 Folgen, Stimme von Suyin Beifong)
- 2014: Das Weihnachts-Chaos (One Christmas Eve)
- 2015: Wild Card
- 2015: Dig (Fernsehserie, 10 Folgen)
- 2015: Quantico (Fernsehserie, Folge 1x09)
- 2016: Catfight
- 2016: Opening Night
- 2016: Looks Like Christmas (Fernsehfilm)
- 2017: Zu guter Letzt (The Last Word)
- 2017: My Friend Dahmer
- 2017: Aftermath (Fernsehserie, 13 Folgen)
- 2017–2018: The Brave (Fernsehserie, 13 Folgen)
- 2017: Armed Response – Unsichtbarer Feind (Armed Response)
- 2018–2019: Chicago P.D. (Fernsehserie, 11 Folgen)
- 2019: The Best of Enemies
- 2020: Wildfire
- 2020: Vanished – Tage der Angst (The Vanished)
- 2021: 13 Minutes – Jede Sekunde zählt (13 Minutes)
- 2021–2023: All Rise (Fernsehserie, 6 Folgen)
- 2022: Girl in Room 13 (Fernsehfilm)
- 2022: What Remains
- 2023: Frankie Meets Jack
- 2023: Supercell – Sturmjäger (Supercell)
- 2023: You’re Killing Me

### Als Regisseurin
- 2000: Women Love Women (If These Walls Could Talk 2, Fernsehfilm)
- 2001: Random – Nichts ist wie es scheint (On the Edge, Fernsehfilm)

### Als Drehbuchautorin
- 2014–2015: Bad Judge (Fernsehserie, Schöpferin)

## Theatrografie
- 2000–2003: Proof (Walter Kerr Theatre, New York City)
- 2003: Adam′s Rib (L.A. Theatre Works, Los Angeles)
- 2004: Twentieth Century (American Airlines Theatre, New York City)